# Серналья-делла-Батталья
Серналья-делла-Батталья (італ. Sernaglia della Battaglia, вен. Sernaja de ła Batalia) — муніципалітет в Італії, у регіоні Венето, провінція Тревізо.
Серналья-делла-Батталья розташована на відстані близько 450 км на північ від Рима, 55 км на північ від Венеції, 26 км на північ від Тревізо.
Населення — 6244 особи (2014).
Щорічний фестиваль відбувається 14 лютого. Покровитель — святий Валентин.

## Демографія
Населення за роками:

Станом на 1 січня 2023 року в муніципалітеті офіційно проживало 566 іноземців з 36 країн, серед них 83 громадяни країн Євросоюзу та 9 громадян України.

## Сусідні муніципалітети
- Фарра-ді-Соліго
- Джавера-дель-Монтелло
- Моріаго-делла-Батталья
- Нервеза-делла-Батталья
- П'єве-ді-Соліго
- Сузегана
- Вольпаго-дель-Монтелло